# Open de Hong Kong (tennis de table)
Pour les articles homonymes, voir Open de Hong Kong.
L'Open de Hong Kong est un tournoi de tennis de table. Il fait partie du World Tour ITTF. Sa première édition a eu lieu en 2018, lors du World Tour 2018. L'événement est organisé par l'Association hong-kongaise de tennis de table, sous l'autorité de la Fédération Internationale du Tennis de Table (ITTF).
L'édition 2018 est exceptionnelle dans la mesure où c'est la première fois depuis la création du World Tour et donc la première fois en 345 compétitions que les quatre semi-finalistes en simples ont dû participer à l'épreuve de qualification précédent tout open, lors de laquelle sont sélectionnés les joueurs qui affronteront les joueurs en tête de série. Il s'agit du Suédois Jon Persson, du Coréen Lim Jong-hoon, du Chinois Zhou Jihao et du Japonais Kazuhiro Yoshimura (en). C'est finalement le Japonais qui remporte la première édition en simples hommes, alors le moins bien classé des trois joueurs classés au classement mondial.

## Palmarès
| Année | Lieu      | Simples messieurs       | Simples dames | Doubles messieurs          | Doubles dames             | Double mixte             | Référence |
| ----- | --------- | ----------------------- | ------------- | -------------------------- | ------------------------- | ------------------------ | --------- |
| 2019  | Hong Kong | Lin Gaoyuan             | Wang Yidi     | Lin Gaoyuan Liang Jingkun  | Chen Ke Mu Zi             | Cheng I-Ching Lin Yun-ju |           |
| 2018  | Hong Kong | Kazuhiro Yoshimura (en) | Wang Manyu    | Ho Kwan Kit Wong Chun Ting | Chen Xingtong Sun Yingsha |                          | [ 5 ]     |